# Công viên quốc gia Słowiński
Công viên quốc gia Słowiński (tiếng Ba Lan: Słowiński Park Narodowy) là một công viên quốc gia ở Pomeranian Voivodeship, miền bắc Ba Lan. Nó nằm trên bờ biển Baltic, giữa Łeba và Rowy. Ranh giới phía bắc của công viên bao gồm 32.5 km bờ biển.

## Lịch sử
Vào năm 1946, tại một hội nghị ở Łeba, các nhà khoa học từ Poznań và Gdańsk đã nảy ra ý tưởng ban đầu về việc tạo ra một bảo tồn ở đây. Tuy nhiên tận 21 năm sau, công viên mới được tạo ra vào năm 1967, trên diện tích khoảng 180.69 km2. Hiện nay nó có diện tích lớn hơn một chút, khoảng 186.18 km2, trong đó vùng nước chiếm diện tích 102.13 km2 và diện tích rừng bao phủ 45.99 km2. Khu bảo tồn nghiêm ngặt bao rộng 56.19 km2. Năm 1977, UNESCO đã đề cử công viên là khu dự trữ sinh quyển theo Chương trình về Con người và Sinh quyển (MaB). Các vùng đất ngập nước Słowiński được đề cử là một vùng Ramsar vào năm 1995.
Công viên được đặt theo tên của người Slav (sau này được Đức hóa) được gọi là người Slovincians (tiếng Ba Lan: Słowińcy), người từng sống ở vùng đầm lầy này, một khu vực bị cô lập, không thể tiếp cận ở rìa hồ Leba. Ở làng Kluki, có một bảo tàng ngoài trời giới thiệu các khía cạnh của cuộc sống và văn hóa trước đây của người này.

## Địa lý
Trong quá khứ, khu vực của công viên là một vịnh biển Baltic. Tuy nhiên, hoạt động của biển đã tạo ra những đụn cát, theo thời gian, ngăn cách vịnh với biển Baltic. Khi sóng và gió mang cát vào đất liền, cồn cát di chuyển chậm, với tốc độ 3 đến 10m mỗi năm. Một số cồn cát khá cao - lên đến 30m. Đỉnh cao nhất của công viên – Rowokol (115m trên mực nước biển) – cũng là một điểm quan sát tuyệt vời. "Những đụn cát di chuyển" được coi là một sự tò mò mà thiên nhiên đem lại trên quy mô châu Âu.
Nước chiếm 55% diện tích công viên, được tạo thành từ các hồ - Łebsko (71.40 km2, độ sâu tối đa 6.3 m), Gardno (24.68 km2, độ sâu tối đa 2.6 m) và Dolgie Wielkie (1.46 km2, độ sâu tối đa 2.9 m). Cả hai hồ Lebsko và Gardno trước đây đều là vịnh. Ngoài ra còn có bảy con sông băng qua công viên, lớn nhất là Łeba và Łupawa.
Thông là loài thực vật chính tạo nên các khu rừng, chúng bao phủ 80% diện tích, ngoài ra cũng có một số loại than bùn đầm lầy. Trong số các loài động vật, nhiều nhất là các loài chim với 257 loài. Điều này là do công viên nằm trên đường đi của những con chim di cư, chúng cảm thấy an toàn ở đây vì hoạt động của con người bị hạn chế, trong đó một số loài thú vị nhất là: ó biển, cú đại bàng, quạ, thiên nga và nhiều loại vịt. Trong số các động vật có vú, có hươu, lợn rừng và thỏ rừng.

## Tiện nghi du lịch
Có rất nhiều những con đường mòn cho khách du lịch thỏa sức khám phá, tổng chiều dài lên tới 140 km. Bên cạnh các hồ là các tháp quan sát và dọc theo những con đường mòn người ta có thể tìm thấy những chiếc ghế dài và nơi để nghỉ chân. Xung quanh công viên có nhiều địa điểm đỗ xe cũng như khách sạn và khu cắm trại, đặc biệt là ở Łeba.